# Peter Kaye
Peter John Kaye (* 4. Februar 1979 in Huddersfield) ist ein ehemaliger englischer Fußballspieler.

## Karriere
Kaye trat 1995 als Trainee (dt. Auszubildender) dem Nachwuchsbereich von Huddersfield Town bei, 1996 stieg er zum Profi auf. Am letzten Spieltag der Saison 1996/97 kam Kaye unter Trainer Brian Horton im sportlich bedeutungslosen Zweitligaspiel gegen Swindon Town (Endstand 0:0) zu einem halbstündigen Einsatz als Einwechselspieler. Der Stürmer stand auch die folgende Saison bei Huddersfield unter Vertrag, in Konkurrenz zu Spielern wie Wayne Allison, Paul Barnes, Marcus Stewart und Andy Payton schlossen sich keine weiteren Einsätze an und im Sommer 1998 verließ er den Klub. Weitere Karrierestationen Kayes sind nicht dokumentiert.